# Кардинал-камерлинг
Камерлинг, или камерарий на Римокатолическата църква (на италиански: camerlengo; на латински: camerarius, от латински: camera) е една от висшите длъжности при Светия престол. Длъжността на камерлинга има светски, административни функции. Камерлингът оглавява Апостолическата палата (Camera Apostolica), той е генерален администратор на папския двор и управител на собствеността и доходите на Папския престол. Постът на камерлинга се заема само от кардинал. Длъжността се появява през XI век.